# Downe
Downe – osada na terenie London Borough of Bromley; jest położone 5,5 km na południowy zachód od Orpington i 22,8 km na południowy wschód od Charing Cross. Osada leży w zalesionej dolinie, a znaczna jej część pozostała nienaruszona. Budynek byłej szkoły wiejskiej stanowi obecnie siedzibę władz gminy.
Osada jest najbardziej znana z faktu, że żył tutaj przez ponad 40 lat i umarł Karol Darwin. Ulubione miejsca jego ówczesnych przechadzek stanowią obecnie rezerwat przyrody. W 2005 roku tereny te zostały zgłoszone do uznania za światowe dziedzictwo UNESCO.